# Classics Illustrated
Classics Illustrated est une série de bandes dessinées adaptées de la littérature classique, conçue par Albert Lewis Kanter (1897-1973) en 1941 pour Elliot Publishing et publiée sous forme de comic books. Elle est d'abord intitulée Classic Comics entre 1941 à 1947. Les traductions françaises sont parues avec le titre Les Classiques illustrés.
La série a changé d'éditeur au fil du temps, parmi eux on trouve First Comics au début des années 1990, Jack Lake Productions Inc. en 2003 et depuis fin 2007, Papercutz.

## Histoire

### L'âge d'or de la série
Introduite sous le titre Classic Comics (« Bandes dessinées classiques »), la série commence en octobre 1941, avec une adaptation en 64 pages des Trois Mousquetaires d'Alexandre Dumas, suivie d'Ivanhoé et du Comte de Monte-Cristo. À partir du quatrième volume, Le Dernier des Mohicans, Kanter crée à sa propre maison d'édition, les « Gilberton Publications ».

Le Logo de la première série Classics Illustrated, éditée par la maison d'édition Gilberton

Les douze premiers volumes ont 64 pages, mais la pénurie de papier pendant la guerre contraint Kanter à réduire le volume à 56 pages. En 1947, après les 34 premiers volumes, Kanter change le titre à Classics Illustrated (« Les Classiques illustrés »), un sigle qui devait avoir une grande visibilité pendant les 15 années suivantes car Kanter, contrairement aux autres éditeurs de bandes dessinées, garde ses titres disponibles, retournant à l'imprimerie pour d'éventuelles réimpressions.
En 1948, les coûts du papier augmentant, le nombre de pages est de nouveau réduit et passe à 48 pages. En plus des adaptations illustrées, les livres offrent des esquisses biographiques, des compléments éducatifs et des publicités pour d'autres livres de l'éditeur (mais pas de publicité extérieure). Ce format à 48 pages s'impose définitivement.
Entre 1941 et 1962, les ventes totales atteignent 200 millions pour les adaptations dans les Classics Illustrated de Gilberton de grandes œuvres de la littérature, incluant Don Quichote, Frankenstein, Hamlet, Le bossu de Notre-Dame, Jane Eyre, Lord Jim, Macbeth, Moby-Dick, Oliver Twist, The Red Badge of Courage, Silas Marner et Le Conte de deux cités. Kanter  commence aussi à publier des séries dérivées, comme  les 77 volumes des Classics Illustrated Junior avec des contes de fée et des contes populaires pour les plus jeunes, ou la série The World Around Us''  (« Le Monde autour de nous »).
Lorsque est instauré en 1954 la Comics Code Authority qui doit réguler le contenu des comics et interdire la publication d'œuvres pouvant choquer les plus jeunes, Gilberton refuse de soumettre ces comics à cet organisme en proclamant que ces adaptations sont saines pour la jeunesse.

### Reprises ponctuelles

Nouveau logo de Classics Illustrated dans les années 1990

Le dernier volume de Kanter fut Faust (#167, août 1962), et en 1967 il vendit sa compagnie à l'éditeur de Twin Circle, Patrick Frawley, qui sortit deux nouveaux volumes, mais se concentra principalement sur les ventes à l'étranger et la réimpression des anciens titres. Après quatre ans, Twin Circle arrêta la série à cause de sa mauvaise distribution. Au début des années  1970, Classics Illustrated et Junior étaient arrêtés, même si le sigle Classics Illustrated fut encore utilisé pour au moins un film télévisé, une adaptation de The Legend of Sleepy Hollow.
En 1990, First Comics s'associa à Berkeley Publishing pour acquérir les droits.  Classics Illustrated revint avec de nouvelles adaptations et une série d'artistes tels que  Kyle Baker, Dean Motter, Mike Ploog, P. Craig Russell, Bill Sienkiewicz, Joe Staton et Gahan Wilson. Mais la série dura à peine plus d'un an.

### Les dernières décennies
En 1997-1998, Acclaim Books, le successeur de Valiant Comics, publia une série de réimpressions recoloriées dans un nouveau format, accompagnées de commentaires par des spécialistes de littérature. La ligne Acclaim  incluait Huckleberry Finn de Mark Twain, avec des illustrations par Frank Giacoia, et Les Trois Mousquetaires, illustré par George Evans. La série mit Mark Twain en avant avec des réimpressions de  Pudd'nhead Wilson, Le Prince et le Pauvre et Tom Sawyer. Parmi les autres réimpressions, on trouve encore  Crime et Châtiment de Fiodor Dostoïevski, Moby-Dick de Herman Melville et La Maison aux sept pignons de Nathaniel Hawthorne.
En 2003, les Jack Lake Productions à Toronto ressuscitèrent la série Classics Illustrated Junior, réimprimant aussi des exemplaires des éditions originales. En 2005, Jack Lake Productions publia pour le 50e anniversaire de Classics Illustrated une impression de La Guerre des mondes de H. G. Wells à la fois en version cartonnée et en couverture souple. Début 2006, Jack Lake Productions en collaboration avec First Classics fit breveter internationalement les illustrations associées aux titres de  Classics Illustrated, Classics Illustrated Junior, Classics Illustrated Special Issues et The World Around Us. 
En 2007, on annonça que Papercutz avait acquis le sigle et allait commencer à publier des romans graphiques en commençant par The Wind in the Willows. L'objectif était de combiner des réimpressions de certains des titres originaux, avec des adaptations modernes nouvelles, produites en grande partie en France ;  la première annoncée est Les Aventures de Tom Sawyer, avec des illustrations de Séverine Lefebvre.
En novembre 2007, Jack Lake Productions Inc., a publié pour la première fois en Amérique du Nord le #170, L'Énéide (originellement publié au Royaume-Uni) : il a aussi republié  le #1 Les Trois Mousquetaires, le #4 Le Dernier des Mohicans et le #5 Moby Dick. D'autres titres de « Gilberton » sont annoncés pour 2008.

## Les éditions étrangères

Le logo de la traduction française

Classics Illustrated a eu de nombreuses éditions étrangères. Les éditions américaines comportaient 169 titres avec des numéros spéciaux. Parmi les 162 titres sortis au Royaume-Uni, certaines variations existent dans les couvertures et 13 titres n'ont jamais été publiés aux États-Unis, comme L'Énéide, Les Argonautes, Les Chasseurs de Gorille et Sail with the Devil. L'adaptation dans les British Classics Illustrated du Dr. No ne fut pas publié dans la série américaine  des Classics Illustrated, mais fut vendue à DC Comics qui la publia dans une série d'anthologie de superhéros, Showcase. La série française, « Les Classiques illustrés », inclut par exemple les Trois Mousquetaires (#51), Vingt Ans après (#54) et le Comte de Monte-Cristo (#11), ainsi que l'Homme au masque de fer (#26). Une version québécoise, renommée « Illustrés classiques », est publiée par  La Compagnie de publications agricoles Itée vers 1947-1948, à côté d'histoires héroïques ou moralisantes ; la maison d'édition Fides, proche des catholiques, publie aussi dans son mensuel  Hérauts des traductions de  « Classics Illustrated » dans les années 1960.
Les éditions du point d'exclamationpublient en octobre et novembre 2009 six premiers titres traduits et adaptés de la série publié en 90 par First Comics. Chaque album est accompagné d'une composition originale d'un musicien contemporain qui ouvre l'univers de chaque classique à de nouvelles perspectives. Les albums choisis pour cette première série inédite en français sont Les Fables d'Esope , De l'autre côté du miroir , Dr.Jekyll et M.Hyde  le 16 octobre 2009, puis La chute de la maison Usher , Moby Dick  et l'Agent secret  le 13 novembre 2009.

## Les illustrateurs
Lou Cameron  illustra La Guerre des mondes (#124, janvier 1955) et La Machine à explorer le temps (#133, juillet 1956). Parmi les autres artistes qui contribuèrent aux  Classics Illustrated figurent Jack Abel, Stephen Addeo, Dik Browne, Sid Check, Leonard B. Cole, Reed Crandall, George Evans, Graham Ingels, Henry C. Kiefer, Alex Blum, Everett Raymond Kinstler, Jack Kirby, Roy Krenkel, Gray Morrow, Joe Orlando, Norman Nodel, Rudolph Palais, Norman Saunders, John Severin, Joe Sinnott, Angelo Torres, Al Williamson et George Woodbridge.

## Les ouvrages adaptés
- Anonyme : Robin des Bois (7), Les Mille et Une Nuits (8), Les Chevaliers de la Table ronde (108)
- Biographie : Jeanne d'Arc (78), Daniel Boone (96), Buffalo Bill (106), Kit Carson (112), Wild Bill Hickok (121), Davy Crockett (129), Abraham Lincoln (142), Negro Americans. The Early Years (169)
- Adaptation cinématographique : Les Boucaniers (148)
- Edmond About : Le Roi des montagnes (127)
- Richard Doddridge Blackmore : Lorna Doone (32)
- Charlotte Brontë : Jane Eyre (39)
- Emily Brontë : Les Hauts de Hurlevent (59)
- Frank Buck : Bring 'Em Back Alive (104), Fang and Claw (123), On Jungle Trails (140)
- Edward Bulwer-Lytton : Les Derniers Jours de Pompéi (35)
- Lewis Carroll : Alice au pays des merveilles (49)
- Jules César : Les Conquêtes de César (130)
- Benvenuto Cellini : Les Aventures de Cellini (38)
- Miguel de Cervantes : Don Quichotte (11)
- Winston Churchill : The Crisis (145)
- Wilkie Collins : La Pierre de lune (30), La Femme en blanc (61)
- Joseph Conrad : Lord Jim (136)
- James Fenimore Cooper : Le Dernier des Mohicans (4), Le Tueur de  daims (17), Le Lac Ontario (22), Les Pionniers (37), L'Espion (51), La Prairie (58), Le Pilote (70), Le Corsaire rouge (114)
- Stephen Crane : La Conquête du courage (98)
- Richard Henry Dana, Jr. : Deux années sur le gaillard d'avant (25)
- Richard Harding Davis : Soldiers of Fortune (119)
- Bernal Díaz del Castillo : La Conquête de Mexico (156)
- Charles Dickens : Le Conte de deux cités (6), Oliver Twist (23), Les Grandes Espérances (43), David Copperfield (48), Un chant de Noël (53)
- Daniel Defoe : Robinson Crusoé (10)
- Fiodor Dostoïevski : Crime et Châtiment (89)
- Arthur Conan Doyle : Le Signe des quatre (21), Une étude en rouge (33), Le Chien des Baskerville (33), La Compagnie blanche (102), Une étude en rouge (nouvelle version) et Le Ruban moucheté (110)
- Alexandre Dumas : Les Trois Mousquetaires (1), Le Comte de Monte-Cristo (3), Les Frères corses (20), Vingt ans après (41), Le Vicomte de Bragelonne (54), La Tulipe noire (73), Les Quarante-Cinq (113), Le Chevalier d'Harmental (158), Le Collier de la reine (165)
- George Eliot : Silas Marner (55)
- Erckmann-Chatrian : Waterloo (135)
- Benjamin Franklin : L'Autobiographie de Benjamin Franklin (65)
- Johann Wolfgang von Goethe : Fausdt (167)
- Nicolas Gogol : Tarass Boulba (164)
- Sir Henry Rider Haggard : Les Mines du roi Salomon (97), Cléopâtre (161)
- Edward Everett Hale : The Man Without a Country (63)
- James Norman Hall et Charles Nordhoff : Les Révoltés de la Bounty (100), Dix-neuf hommes contre la mer (103), Pitcairn (109), L'Ouragan (roman) (120)
- Bret Harte : The Luck of Roaring Camp et The Outcasts of Poker Flat (62)
- Charles Boardman Hawes : The Mutineers (122), The Dark Frigate (132)
- Nathaniel Hawthorne : La Maison aux sept pignons (52)
- George Alfred Henty : In the Reign of Terror (139), Won by the sword (151), The Lion of the North (155), In Freedom's Cause
- Homère : L'Iliade (77), L'Odyssée (81)
- Anthony Hope : Le Prisonnier de Zenda (76)
- Ermerson Hough : The Covered Wagon (131)
- William Henry Hudson : Vertes Demeures (90)
- Thomas Hughes : Tom Brown's School Days (45)
- Victor Hugo : Les Misérables (9), Le Bossu de Notre-Dame (18), Les Travailleurs de la mer (56), L'Homme qui rit (71)
- Washington Irving : Rip Van Winkle (12)
- Charles Kingsley : Westward Ho! (14)
- Rudyard Kipling : Le Livre de la jungle (83), Capitaines courageux (117), Kim (143)
- Jack London : Croc-Blanc (80), Le Loup des mers (85), L'Appel de la forêt (91)
- Henry Wadsworth Longfellow : Le Chant de Hiawatha (57), The Courtship of Miles Standish et Evangéline (92)
- Frederick Marryat : Mr Midshipman Easy (74), The Little Savage (137)
- Guy de Maupassant : La Main d'écorché (21)
- Herman Melville : Moby Dick (5), Taïpi (36)
- Talbot Mundy : King of the Khyber Rifles (107)
- Frank Norris : The Octopus: A California Story (159)
- Ouida : Sous deux drapeaux (86)
- Francis Parkman : The Oregon Trail (72), The Conspiracy of Pontiac (154)
- Edgar Allan Poe : Double assassinat dans la rue Morgue (21), Le Puits et le Pendule, Aventure sans pareille d'un certain Hans Pfaall et La Chute de la maison Usher (40), Le Scarabée d'or, Le Cœur révélateur et La Barrique d'amontillado (84)
- Marco Polo : Les Aventures de Marco Polo (27)
- Jane Porter : The Scottish Chiefs (67)
- Howard Pyle : Men of Iron (88)
- Charles Reade : The Cloister and the Hearth (66)
- Erich Maria Remarque : À l'Ouest, rien de nouveau
- Edmond Rostand : Cyrano de Bergerac (79)
- Friedrich von Schiller : Guillaume Tell (101)
- Sir Walter Scott : Ivanhoé (2), La Dame du lac (75), Le Talisman (111), Rob Roy (118), Le Château périlleux (141)
- Ernest Thompson Seton : Wild Animals I Have Known (152), Lives of the Hunted (157)
- Anna Sewell : Black Beauty (60)
- William Shakespeare : Jules César (68), Songe d'une nuit d'été (87), Hamlet (99), Macbeth (128), Roméo et Juliette (134)
- Mary Shelley : Frankenstein (26)
- Henryk Sienkiewicz : Par le fer et par le feu
- Henry Morton Stanley : Comment j'ai retrouvé Livingstone (115)
- Robert Louis Stevenson : L'Étrange Cas du docteur Jekyll et de M. Hyde (13), La Flèche noire (31), Enlevé ! (46), L'Île au trésor (64), Le Maître de Ballantrae (82), David Balfour (94), La Côte à Falésà et La Bouteille endiablée (116)
- Harriet Beecher Stowe : La Case de l'oncle Tom (15)
- Eugene Sue : Les Mystères de Paris (44)
- Jonathan Swift : Les Voyages de Gulliver (16)
- Walter Van Tilburg Clark : The Ox-Bow Incident (1940)
- Mark Twain : Huckleberry Finn (19), Un Yankee à la cour du roi Arthur (24), Le Prince et le Pauvre (29), Les Aventures de Tom Sawyer (50), Pidd'nhead Wilson (93)
- Jules Verne : Michel Strogoff (28), L'Île mystérieuse (34), Vingt mille lieues sous les mers (47), Le Tour du monde en quatre-vingts jours (69), De la Terre à la Lune (105), Voyage au centre de la Terre (138), Hector Servadac (149), Robur le Conquérant (162), Maître du monde (163), La Maison à vapeur (166)
- Lewis Wallace : Ben-Hur (147)
- H. G. Wells : La Guerre des mondes (124), La Machine à explorer le temps (133), Les Premiers Hommes dans la Lune (144), L'Homme invisible (153), La Nourriture des dieux (160)
- Owen Wister : The Virginian (150)
- Johann David Wyss : Le Robinson suisse (42)
- Émile Zola : La Débâcle (126)